# Simone Lunadoro
Simone Lunadoro (Siena, ... – Nocera dei Pagani, 1610) è stato un vescovo cattolico e storico italiano.

## Biografia
Originario di Siena (città dove probabilmente nacque) fu figlio di Andrea, patrizio di quella città. Fu nominato vescovo di Nocera l'11 agosto 1602.
Fu ricordato e lodato dai suoi successori per aver celebrato, dal 7 al 9 settembre 1608, un sinodo diocesano.
Provvide alla ristrutturazione della cattedrale nocerina, volendo ricalcare nello stile il progetto del duomo di Siena. Portò a termine i lavori nel palazzo vescovile.
Nel 1610, poco prima della sua morte, inviò all'amico Alcibiade Lucarini, patrizio senese come lui e insegnante di diritto nell'ambito della scuola medica salernitana una lunga lettera Intorno all'origine della Città di Nocera e suo Vescovado, che è considerato il primo trattato di storia di Nocera.

## Genealogia episcopale
La genealogia episcopale è:
- Cardinale Guillaume d'Estouteville, O.S.B.Clun.
- Papa Sisto IV
- Papa Giulio II
- Cardinale Raffaele Riario
- Papa Leone X
- Papa Paolo III
- Cardinale Francesco Pisani
- Cardinale Alfonso Gesualdo
- Papa Clemente VIII
- Papa Paolo V
- Vescovo Simone Lunadoro